# جون بيرسيفال (منتج تلفزيوني)
جون بيرسيفال (بالإنجليزية: John Percival)‏ هو منتج تلفزيوني بريطاني، ولد في 25 مايو 1937 في لندن في المملكة المتحدة، وتوفي بنفس المكان في 6 فبراير 2005.

## وصلات خارجية
- جون بيرسيفال على موقع IMDb (الإنجليزية)